# Themis-Familie
Die Themis-Familie (FIN 602) ist eine Asteroidenfamilie, die aus kohlenstoffhaltigen Asteroiden besteht und die sich zwischen den Kirkwoodlücken mit einer 5:2-Resonanz und einer 7:3-Resonanz befindet; sie gehören damit zum äußeren Teil des Asteroidengürtels und sind durchschnittlich 3,13 Astronomische Einheiten von der Sonne entfernt. Mit über 4700 bekannten Asteroiden ist die Themis-Familie eine der größten Asteroidenfamilien, und besteht aus einem genau definierten Gebiet mit größeren Körpern, der von einer Region von kleineren Körpern umgeben ist. Die Kollisionsfamilie ist nach dem Hauptkörper (24) Themis benannt, der am 5. April 1853 vom italienischen Astronomen Annibale de Gasparis entdeckt wurde.

## Beschreibung
Die Themis-Familie ist eine der größten und am längsten anerkannten dynamischen Asteroidenfamilien und besteht aus Asteroiden vom C-Typ mit einer Zusammensetzung, von der angenommen wird, dass sie der von kohlenstoffhaltigen Chondriten ähnlich ist.
Die Asteroiden der Themis-Familie weisen folgende Bahnelemente auf:
- Große Halbachse: zwischen 3,08 und 3,24 Astronomische Einheiten
- Exzentrizität: zwischen 0,09 und 0,22
- Bahnneigung: weniger als 3 Grad

## Liste
Eine Auswahl der größten Asteroiden in der Themis-Familie:
- (24) Themis
- (62) Erato
- (90) Antiope
- (104) Klymene
- (171) Ophelia
- (222) Lucia
- (223) Rosa
- (316) Goberta
- (379) Huenna
- (383) Janina
- (468) Lina
- (492) Gismonda
- (515) Athalia
- (526) Jena
- (767) Bondia
- (846) Lipperta